# Tana De Zulueta
Cayetana De Zulueta Owtram, detta Tana (Bogotà, 4 ottobre 1951), è una politica italiana.

## Biografia
Figlia di padre spagnolo e madre inglese, ha studiato a Ginevra, in Uganda, a Beirut e a Londra.
Si è laureata con lode (Honours) in antropologia e archeologia presso l'Università di Cambridge. È stata direttrice del VM Giornale su Videomusic e giornalista per il settimanale The Economist.

### Carriera politica
È entrata in politica nelle file del centrosinistra: dal 1996 al 2001 è stata senatrice del collegio Roma Centro per il gruppo Sinistra Democratica - l'Ulivo (dal 1998 Democratici di Sinistra - l'Ulivo).
Nel 2001 è stata rieletta senatrice nel collegio Lazio per i Democratici di Sinistra - l'Ulivo. Il 24 febbraio 2004 è passata al gruppo misto e dal 2 marzo 2005 è membro del gruppo parlamentare dei Verdi.
Alle elezioni del 2006 si è presentata con il partito dei Verdi ed è stata eletta alla Camera dei deputati nella circoscrizione Toscana (XII). Nella XV Legislatura è stata vicepresidente della Commissione Affari esteri e Comunitari e membro della Commissione Difesa.

## Vita privata
De Zulueta parla correntemente italiano, inglese, spagnolo e francese, è sposata e ha un figlio e una figlia.